# Монарх-голоок південний
Монарх-голоок південний (Arses telescopthalmus) — вид горобцеподібних птахів родини монархових (Monarchidae). Мешкає на Новій Гвінеї та на сусідніх островах.

## Підвиди
Виділяють п'ять підвидів:
- A. t. batantae Sharpe, 1879 — острови Батанта і Вайгео (архіпелаг Раджа-Ампат);
- A. t. telescopthalmus (Lesson, R & Garnot, 1827) — острови Салаваті[en] і Місоол (архіпелаг Раджа-Ампат), півострів Чендравасіх;
- A. t. aruensis Sharpe, 1879 — острови Ару;
- A. t. harterti van Oort, 1909 — південь Нової Гвінеї (від річки Міміка[en] до річки Пурарі), острів Боігу[en] (острови Торресової протоки);
- A. t. henkei Meyer, AB, 1886 — півострів Гуон і південний схід Нової Гвінеї.

## Поширення і екологія
Південні монархи-голооки живуть у вологих рівнинних і гірських тропічних лісах. Живляться комахами.